# Mega (canal de televisão espanhol)
Mega é um canal de televisão espanhol, pertencente a Atresmedia Corporação, que emite em aberto através da TDT e nas plataformas de televisão de pagamento Movistar+ e Vodafone TV. Suas emissões regulares começaram o 1 de julho de 2015. A programação é orientada ao público masculino.
Atresmedia Corporação lançou Mega o 1 de julho, o que supôs a recuperação dos géneros televisivos que cobriram Nitro e Xplora até o fechamento de canais de televisão de 2014.
No dia 1 de dezembro de 2015 o canal estreio oficialmente seu sinal HD 1080i baixo o nome de Mega HD.